# San Roque megye
San Roque egy megye Argentínában, Corrientes tartományban. Székhelye San Roque.

## Települések
Önkormányzatok és települések (Municipios y comunas)
- 9 de Julio
- Chavarría
- Pedro R. Fernández
- San Roque